# Piersonovi Loutkaři
Piersonovi Loutkaři (orig. Pierson's Puppeteer) jsou fiktivní mimozemští nehumanoidní tvorové, kteří se objevují v románech a povídkách Larryho Nivena, odehrávající se ve Známém vesmíru.

## Popis
Loutkaři mají tělo postavené na třech tenkých nohách, dvě přední a jedna zadní, opatřeny kopýtky. Z těla vychází dva krky ukončené plochými hlavami bez mozku. Mozek je umístěn na těle v prostoru mezi krky pod kostnatým hrbolem. Hrbol kryjící mozkovnu je pokryt vlasy, podle úpravy je možné určit postavení Loutkaře ve společnosti.
Každá hlava je opatřena ústy a jedním okem. Změnou postavení obou hlav může Loutkař získat různé úhly pohledu. Ústa jsou nejen nejpružnější řečový orgán, ale také slouží jako nejcitlivější ruce, které Loutkaři nemají. Jazyk je vidlicovitý a špičatý, široké tlusté rty jsou dokola vroubené malými prstovými výrůstky.

## Charakteristika
Loutkaři jsou vysoce inteligentní, vegetariánský a velmi starý druh. Před svým útěkem z galaxie měli vedoucí postavení v mezihvězdném obchodu. 
Loutkaři jsou velmi bojácní, odvaha je u nich považována za duševní chorobu. Většina Loutkařů neopustí vlastní planetu, protože ze strachu nedůvěřují kosmickým lodím. 
Loutkaři nemají smysl pro abstraktní myšlení a také nemají smysl pro humor.

## Zajímavosti
- Jedním z nejstřeženějších tajemství v galaxii je určení polohy domovské planety Loutkařů. 
  - Beowulf Shaffer pouze zjistil, že planeta nemá měsíc.
  - Louis Wu před první výpravou k Prstenci polohu zjistil, ovšem v té době tam už planeta nebyla (Flotila světů už prchala z galaxie).
- Druhým tajemstvím Loutkařů je bezbolestný sebevražedný grif. Loutkař v případě ohrožení může spáchat sebevraždu pouze vlastní vůlí. Z toho důvodu není možné Loutkaře mučením donutit, aby vyzradili cokoli důležitého.
- V případě ohrožení upadne Loutkař do stavu katatonie: nohy složí pod sebe, mezi dvě přední vrazí hlavy a stočí se do klubíčka.
- Jiný trik, který zdánlivě vypadá, že se Loutkaři stavějí k nebezpečí zády, používají, pokud je bezprostředně ohrožuje nepřítel. Loutkař se otočí na předních nohou k nepříteli zády, čímž si uvolní zadní nohu, hlavy široce roztáhne pro lepší zaměření a silně kopne zadní nohou.